# Comité Nacional Olímpico y Deportivo de Ruanda
El Comité Nacional Olímpico y Deportivo de Ruanda es el Comité Nacional Olímpico de Ruanda, fundado en 1984 y reconocido por el COI ese mismo año.